# Tổng công ty Vận tải Busan
Tổng công ty vận chuyển Busan được thành lập vào 1 tháng 1 năm 2006, sau việc bãi bỏ cơ quan đường sắt đô thị, thành lập vào năm 1987. Nó hiện quản lý tàu điện ngầm [Busan] tuyến 1-4 và đường sắt khổ hẹp Busan Gimhae vận chuyển ở Busan và Gimhae, Hàn Quốc. Ngoài ra, nó còn cung cấp thông tin của tất cả các tuyến bằng tiếng Hàn, tiếng Anh, tiếng Trung và tiếng Nhật.

## Bối cảnh
Tổng công ty được quản lý bởi các đơn vị hành chính; với hệ thống theo quy định điều 2 của Luật giao thông vận tải. Nó chịu trách nhiệm trong tất cả các hoạt động liên quan đến quá trình xây dựng và gắn kết của công trình. Công ty được dẫn dắt bởi chủ tịch, người giám sát 2 bộ phận (kiểm tra và quản lý an toàn) và 4 trụ sở chính (kế hoạch, điều hành, các hoạt động chung, và công trình.)

### Biểu tượng
Biểu tượng của Tổng công ty vận chuyển Busan là hình một đầu tàu xe trong một ô vuông.

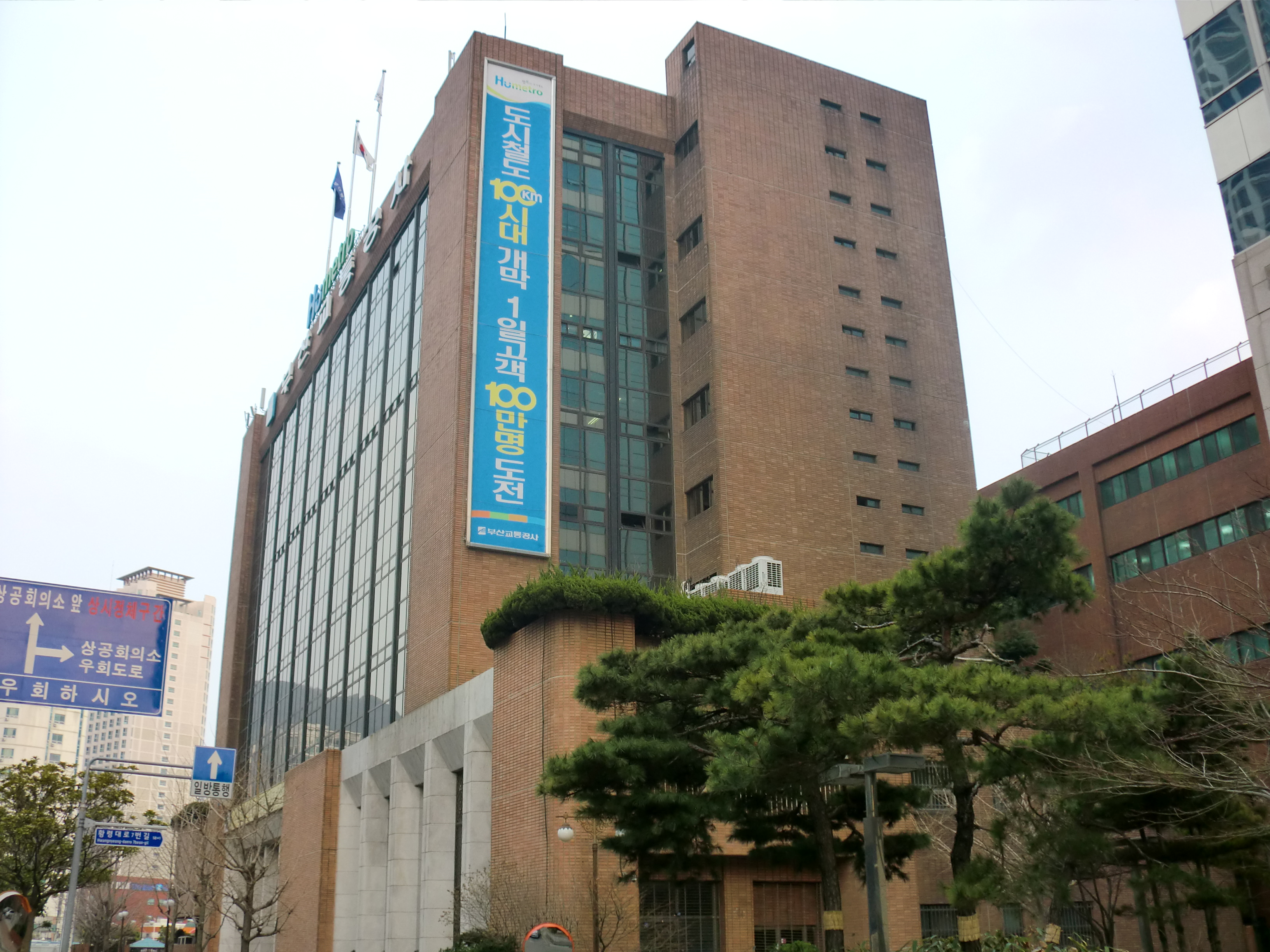
Trụ sở của Tổng công ty vận chuyển Busan, quản lý Tuyến 1-4

## Mục đích
Mục đích của công ty cho dịch vụ của mình là: "để phát triển hệ thống vận chuyển đô thị, mang lại sự tiện lợi cho nhân dân, và thúc đẩy sự thịnh vượng cho quốc gia thông qua việc xây dựng cơ sở hạ tầng giao thông công cộng trong vùng tàu điện ngầm và hợp lý hóa hoạt động." Tầm nhìn trong năm 2012 là trở thành một công ty hàng đầu cho nhân dân với khẩu hiệu ‘Dẫn đầu mô hình hoạt động của quản lý đường sắt đô thị 21C.’ Công ty được thúc đẩy bởi ba mục tiêu: "1) thực hiện cáng cân thặng dư 2) đạt được vị trí số một trong sự hài lòng của khách hàng 3) tạo một nơi chuyên nghiệp để làm việc." Với các kế hoạch đề ta: giảm thiểu tai nạn thành số 0, tối ưu hóa xây dựng, và nâng cao quản lý, dịch vụ, và tài chính.

## Hoạt động xã hội
Tổng công ty vận chuyển Busan đã mở rộng một số hạng mục không liên quan đến vận chuyển, như họ sở hữu một CLB bóng đá riêng: Busan Transportation Corporation FC.

## Liên kết
- Busan Transportation Corporation homepage (tiếng Anh)
- Busan Transportation Corporation homepage (tiếng Hàn)